# ایکاریدین
ایکاریدین (به انگلیسی: Icaridin) با فرمول شیمیایی C۱۲H۲۳NO۳ یک ترکیب شیمیایی است. که جرم مولی آن ۲۲۹٫۳ g/mol می‌باشد. 